# Earinis variabilis
Earinis variabilis är en skalbaggsart som beskrevs av Oke 1932. Earinis variabilis ingår i släktet Earinis och familjen långhorningar. Inga underarter finns listade i Catalogue of Life.